# Véronique Laury
Pour les articles homonymes, voir Laury.
Véronique Laury, née le 29 juin 1965 à Lens (Pas-de-Calais), est une femme d'affaires française. Elle fut la directrice générale du groupe de bricolage Kingfisher de 2014 à 2019.

## Biographie

### Formation
Véronique Laury est diplômée de l'Institut d'études politiques de Paris.

### Carrière
En 1989, elle commence sa carrière chez Leroy Merlin pour y occuper différentes fonctions commerciales jusqu'en 2003.
En 2003, elle quitte Leroy Merlin pour rejoindre Castorama France en tant que directrice produits puis directrice commerciale. En 2009 Véronique Laury rejoint le groupe Kingfisher toujours en qualité de directrice commerciale.
De 2011 à 2012 elle est directrice commerciale de B&Q Royaume-Uni & Irlande puis retourne chez Castorama en 2013 comme directrice générale France. 
Le 10 septembre 2014 Véronique Laury remplace Sir Ian Cheshire à la direction générale de Kingfisher. Ce groupe est également propriétaire des marques Castorama et Brico Dépôt en France. En 2019, neuf magasins Castorama doivent mettre la clé sous la porte. Les mauvais résultats de Castorama lui valent d'être licenciée de son poste,.  

## Distinctions
- 2013 : trophée LSA de la personnalité de l’année (grande distribution non alimentaire)[2].